# Лазурненская поселковая община
Лазурненская поселковая община (укр. Лазурненська селищна громада) — территориальная община в Скадовском районе Херсонской области Украины. В состав общины входит 1 посёлок и 6 сёл. Население составляет 6 508 человек, площадь общины 191,8 км².
С марта 2022 года община находится под российской оккупацией в результате вторжения России в Украину.

## Населённые пункты
В состав общины входят посёлок Лазурное и 6 сёл: Владимировка, Лиманское, Новороссийское, Новософиевка, Калиновка, Петровка.